# 人民议会 (东德)
人民议会（德語：Volkskammer）是德意志民主共和国的一院制立法机构，所在地为共和国宫。成立于1949年，并在1990年3月18日举行第一次真正的自由选举。期间所有的人民议会成员均为德国统一社会党掌控的国家阵线成员。虽然名义上为多党制度，但所有的卫星党皆被统一社会党有效地控制。另外一些统一社会党附属的群众组织，例如自由德国青年团，也占有席位。
根据《德意志民主共和国宪法》，东德联邦议会和人民议会最初组成了东德议会的上下两院。但在1952年行政区划改革废除州制度后，联邦议会在1958年被取消，立法机构改为一院制。
由於兩德統一的緣故，人民議會亦於1990年10月3日解散。但根據統一前雙方達成的安排，此議會的其中144名議員，將按照解散前的各黨派議席比例，自當天起加入第11屆德國聯邦議院，直至兩個月後的1990年德國聯邦議院選舉為止。

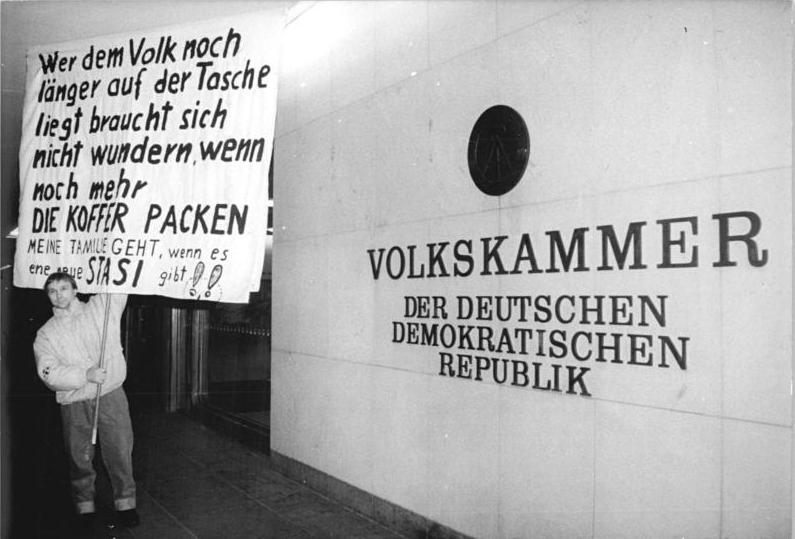
1990年1月人民议会前的抗议者

## 席位
德意志民主共和国人民议会中的席位是固定的，共计500席，分配情况如下：
| 党派/组织          | 缩写 | 席位 |
| ------------------ | ---- | ---- |
| 德国统一社会党     | SED  | 127  |
| 德国基督教民主联盟 | CDU  | 52   |
| 德国自由民主党     | LDPD | 52   |
| 德国农民民主党     | DBD  | 52   |
| 德国国家民主党     | NDPD | 52   |
| 自由德国工会联合会 | FDGB | 68   |
| 自由德国青年团     | FDJ  | 40   |
| 民主德国妇女联合会 | DFD  | 35   |
| 民主德国文化联盟   | KB   | 22   |

1986年，农民互助协会加入了人民议会，议会席位有所调整。
| 党派/组织          | 缩写 | 席位 |
| ------------------ | ---- | ---- |
| 德国统一社会党     | SED  | 127  |
| 德国基督教民主联盟 | CDU  | 52   |
| 德国自由民主党     | LDPD | 52   |
| 德国农民民主党     | DBD  | 52   |
| 德国国家民主党     | NDPD | 52   |
| 自由德国工会联合会 | FDGB | 61   |
| 自由德国青年团     | FDJ  | 37   |
| 民主德国妇女联合会 | DFD  | 32   |
| 民主德国文化联盟   | KB   | 21   |
| 农民互助协会       | VdgB | 14   |

## 组织

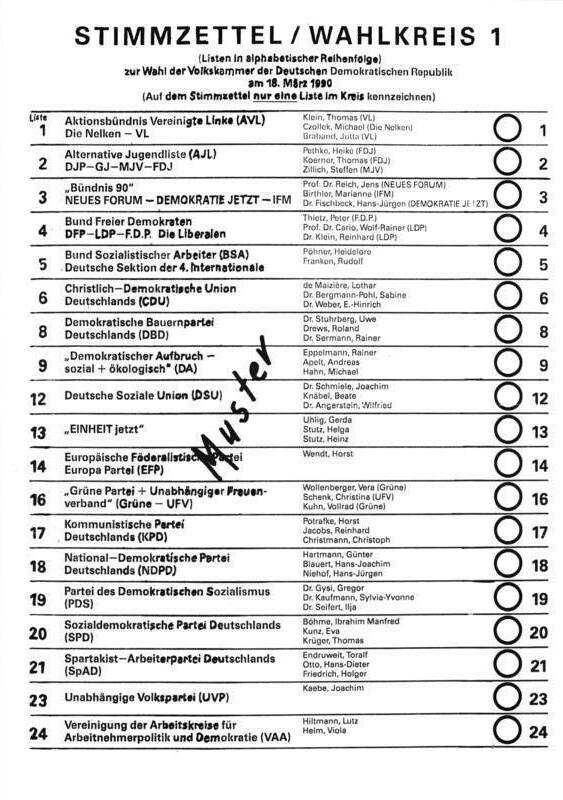
1990年第10届議員选举的选票

### 选举
人民议会共进行了10次选举，其中1990年第10屆東德人民議會選舉是唯一的自由选举。
- 第1届大選：1950年10月15日
- 第2届大選：1954年10月17日
- 第3届大選：1958年11月16日
- 第4届大選：1963年10月20日
- 第5届大選：1967年7月2日
- 第6届大選：1971年11月14日
- 第7届大選：1976年10月17日
- 第8届大選：1981年6月14日
- 第9届大選：1986年6月8日
- 第10届大選：1990年3月18日

### 歷任人民议会主席（議長）
| 姓名               | 上任           | 离任           | 党派           |
| ------------------ | -------------- | -------------- | -------------- |
| 约翰尼斯·狄克曼    | 1949年10月7日  | 1969年2月22日  | 德国自由民主党 |
| 格拉尔德·戈廷      | 1969年5月12日  | 1976年10月29日 | 基督教民主联盟 |
| 霍斯特·辛德曼      | 1976年10月29日 | 1989年11月13日 | 德国统一社会党 |
| 京特·马洛伊达      | 1989年11月13日 | 1990年4月5日   | 德国农民民主党 |
| 扎比内·贝格曼-波尔 | 1990年4月5日   | 1990年10月2日  | 基督教民主联盟 |